# Blémerey (Vosges)
Pour les articles homonymes, voir Blémerey.
Blémerey est une commune française située à l'ouest du département des Vosges, en région Grand Est. La commune est limitrophe de la Meurthe-et-Moselle. Avec seulement 30 habitants, c'est une des communes les moins peuplées des Vosges.
Le nom du village homonyme Blémerey (Meurthe-et-Moselle) a la même étymologie.

## Géographie

### Situation
Blémerey est une petite commune rurale du Xaintois et du canton de Mirecourt.
La commune est à 1,6 km de Frenelle-la-Petite, 1,8 de Courcelle, 3,7 de Chef-Haut, 11,2 de Mirecourt, 11,9 de l'Aéroport Epinal-Mirecourt et 32,7 de l'A31 Échangeur Bulgnéville.

### Géologie et relief
Espaces protégés Natura 2000 : 
Gîtes à chiroptères de la Colline inspirée - Erablières, pelouses, église et château de Vandeleville.
Forêt et étang de Parroy, vallée de la Vezouze et fort de Manonviller.
Une zone naturelle d'intérêt écologique, faunistique et floristique :
Gîtes à chiroptères du Saintois.

### Communes limitrophes
|            | Courcelles Meurthe-et-Moselle | Fraisnes-en-Saintois Meurthe-et-Moselle |
| Chef-Haut  | Blémerey                      |                                         |
| Oëlleville |                               | Frenelle-la-Petite                      |

### Hydrographie et les eaux souterraines
Hydrogéologie et climatologie : Système d’information pour la gestion des eaux souterraines du bassin Rhin-Meuse :
Territoire communal : Occupation du sol (Corinne Land Cover); Cours d'eau (BD Carthage),
Géologie : Carte géologique; Coupes géologiques et techniques,
 Hydrogéologie : Masses d'eau souterraine; BD Lisa; Cartes piézométriques.

#### Réseau hydrographique
La commune est située dans le bassin versant du Rhin au sein du bassin Rhin-Meuse. Elle est drainée par le ruisseau du Breuil,.

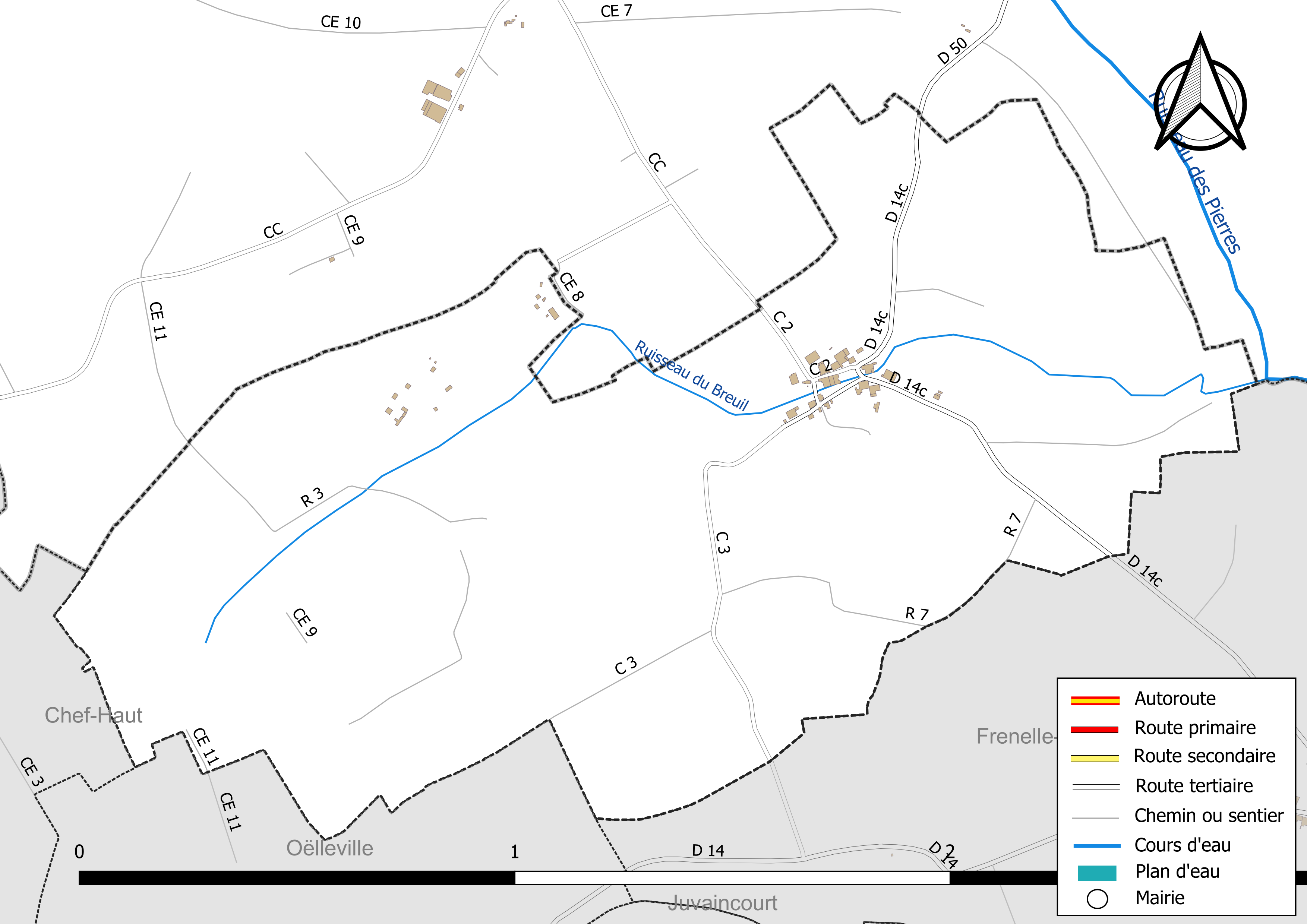
Réseaux hydrographique et routier de Blémerey.

#### Gestion et qualité des eaux
Le territoire communal est couvert par le schéma d'aménagement et de gestion des eaux (SAGE) « Nappe des Grès du Trias Inférieur ». Ce document de planification, dont le territoire comprend le périmètre de la zone de répartition des eaux de la nappe des Grès du trias inférieur (GTI), d'une superficie de 1 497 km2, est en cours d'élaboration. L’objectif poursuivi est de stabiliser les niveaux piézométriques de la nappe des GTI et atteindre l'équilibre entre les prélèvements et la capacité de recharge de la nappe. Il doit être cohérent avec les objectifs de qualité définis dans les SDAGE Rhin-Meuse et Rhône-Méditerranée. La structure porteuse de l'élaboration et de la mise en œuvre est le conseil départemental des Vosges.
La qualité des eaux de baignade et des cours d’eau peut être consultée sur un site dédié géré par les agences de l’eau et l’Agence française pour la biodiversité.

### Climat
Pour des articles plus généraux, voir Climat du Grand Est et Climat des Vosges.
En 2010, le climat de la commune est de type climat des marges montargnardes, selon une étude du Centre national de la recherche scientifique s'appuyant sur une série de données couvrant la période 1971-2000. En 2020, Météo-France publie une typologie des climats de la France métropolitaine dans laquelle la commune est dans une zone de transition entre le climat océanique altéré et le climat océanique altéré et est dans la région climatique  Lorraine, plateau de Langres, Morvan, caractérisée par un hiver rude (1,5 °C), des vents modérés et des brouillards fréquents en automne et hiver.
Pour la période 1971-2000, la température annuelle moyenne est de 9,5 °C, avec une amplitude thermique annuelle de 16,9 °C. Le cumul annuel moyen de précipitations est de 955 mm, avec 12,3 jours de précipitations en janvier et 9,5 jours en juillet. Pour la période 1991-2020, la température moyenne annuelle observée sur la station météorologique de Météo-France la plus proche, « Mirecourt-inra », sur la commune de Mirecourt à 9 km à vol d'oiseau, est de 10,4 °C et le cumul annuel moyen de précipitations est de 824,3 mm. 
La température maximale relevée sur cette station est de 39,5 °C, atteinte le 25 juillet 2019 ; la température minimale est de −19,5 °C, atteinte le 20 décembre 2009,,.
Les paramètres climatiques de la commune ont été estimés pour le milieu du siècle (2041-2070) selon différents scénarios d'émission de gaz à effet de serre à partir des nouvelles projections climatiques de référence DRIAS-2020. Ils sont consultables sur un site dédié publié par Météo-France en novembre 2022.

## Urbanisme

### Typologie
Au 1er janvier 2024, Blémerey est catégorisée commune rurale à habitat très dispersé, selon la nouvelle grille communale de densité à sept niveaux définie par l'Insee en 2022.
Elle est située hors unité urbaine et hors attraction des villes,.

### Occupation des sols
L'occupation des sols de la commune, telle qu'elle ressort de la base de données européenne d’occupation biophysique des sols Corine Land Cover (CLC), est marquée par l'importance des territoires agricoles (92,1 % en 2018), une proportion identique à celle de 1990 (92,1 %). La répartition détaillée en 2018 est la suivante : 
prairies (68,1 %), zones agricoles hétérogènes (23,8 %), forêts (7,9 %), cultures permanentes (0,2 %). L'évolution de l’occupation des sols de la commune et de ses infrastructures peut être observée sur les différentes représentations cartographiques du territoire : la carte de Cassini (XVIIIe siècle), la carte d'état-major (1820-1866) et les cartes ou photos aériennes de l'IGN pour la période actuelle (1950 à aujourd'hui).

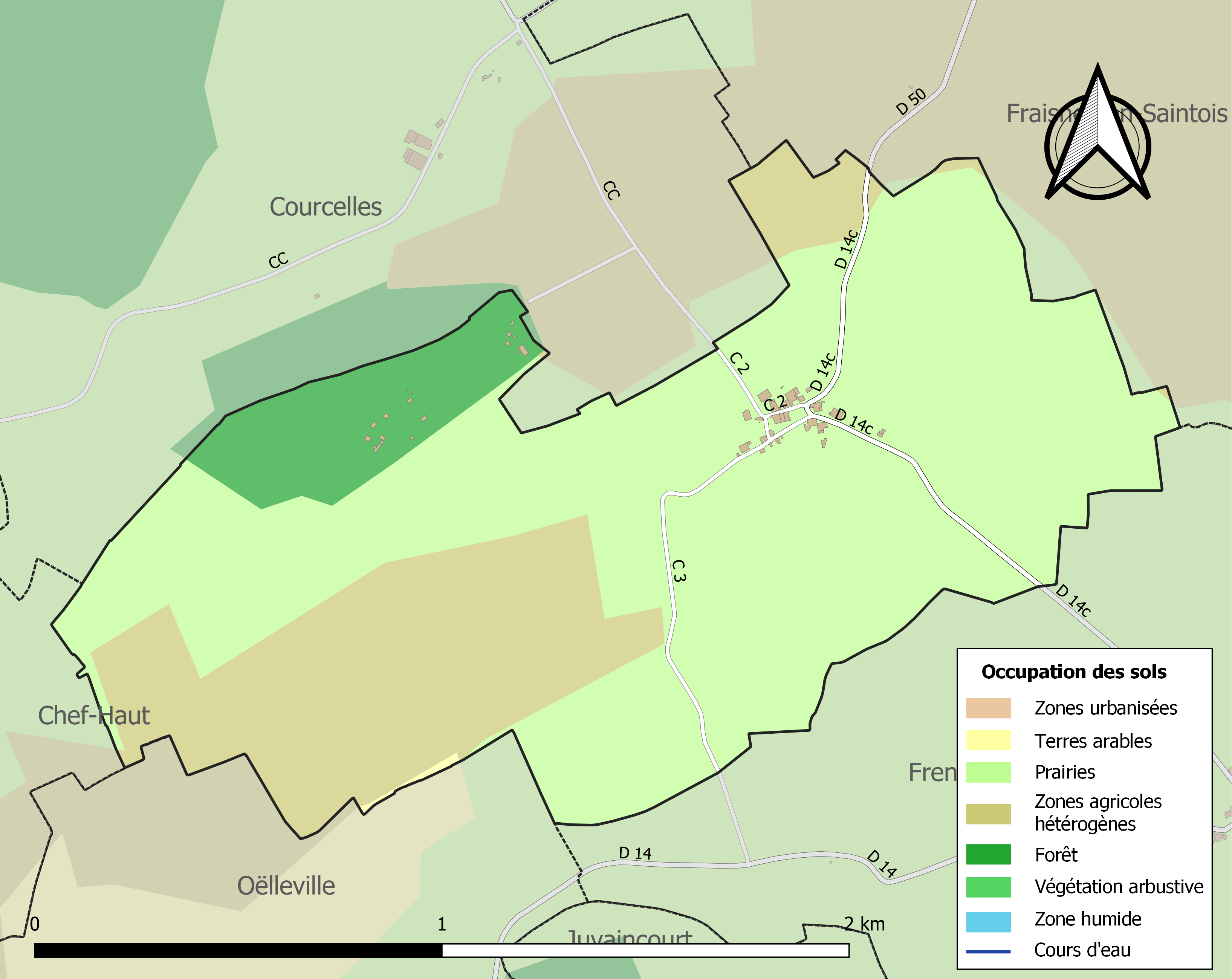
Carte des infrastructures et de l'occupation des sols de la commune en 2018 (CLC).

### Voies de communications et transports

#### Voies routières
- A31 (aussi appelée autoroute de Lorraine-Bourgogne). Échangeurs Châtenois, Bulgnéville, Colombey-les-Belles.

#### Transports en commun
- Fluo Grand Est.

#### Lignes SNCF

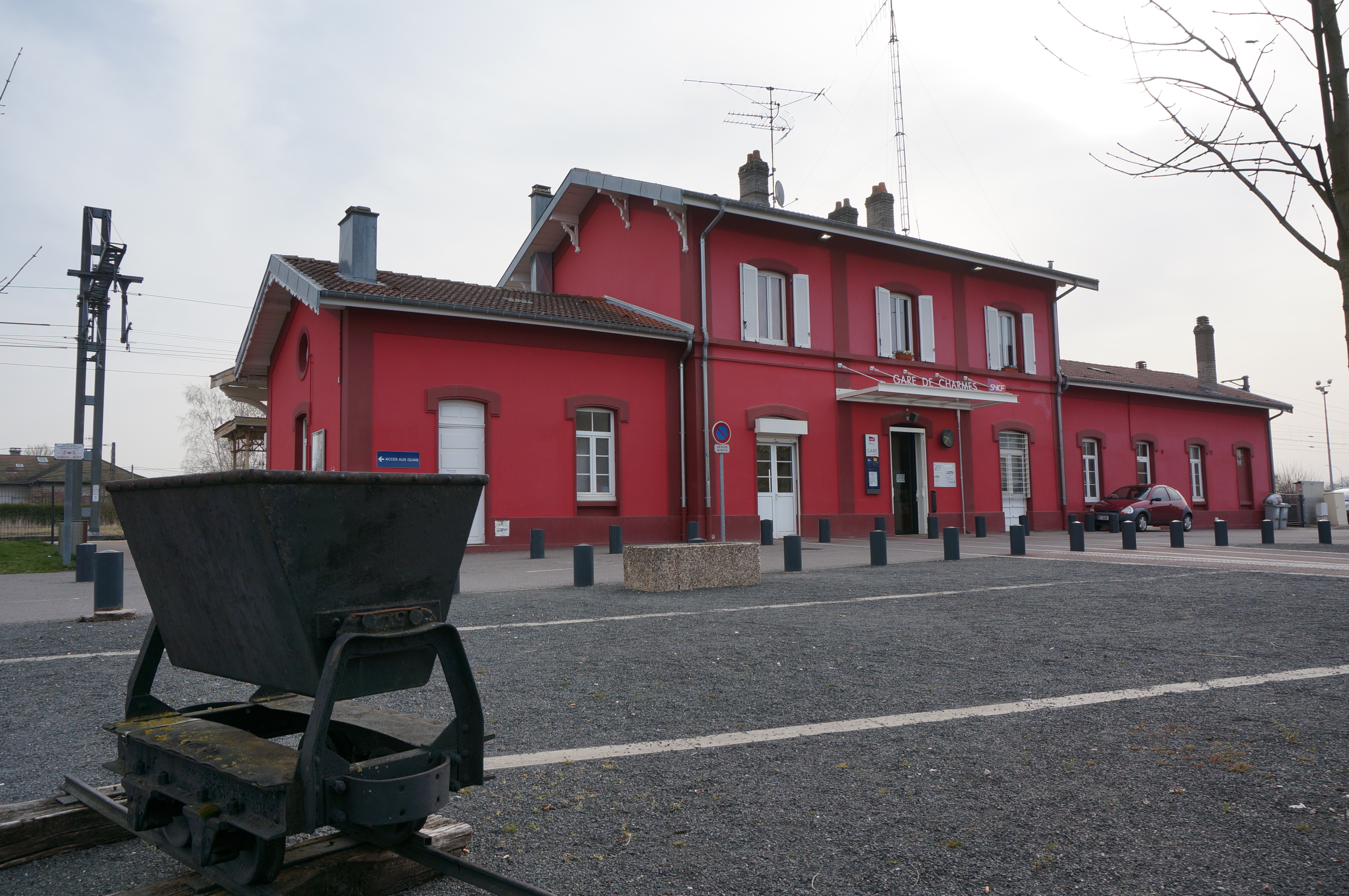
Gare de Charmes desservie par des trains TER Grand Est.

- Gare de Charmes,
- Ancienne Gare de Mirecourt,
- Ancienne Gare d'Hymont - Mattaincourt,
- Ancienne Gare de Vézelise,
- Ancienne Gare de Tantonville.

#### Transports aériens
- Aéroport d'Épinal-Mirecourt « Vosges Aéroport ».

À partir de l'été 2021, l’aéroport d’Épinal-Mirecourt devient le pélicandrome de la Zone Est et servira ainsi de base de ravitaillement et d’intervention pour les avions bombardiers d’eau Q Series ou de Havilland Canada DHC-8, aussi connu sous le nom de Dash 8.

## Toponymie
Le nom de la commune est attesté pour la première fois en 1403 sous la forme Bleemerey. Il est formé sur le nom de personne germanique Blitmar et le suffixe locatif d'origine gauloise -iaco : *Blitmariaco signifie le domaine de Blitmar.
Le nom du village homonyme Blémerey (Meurthe-et-Moselle) a la même étymologie.

## Histoire
D'après l'étymologie du nom de la commune, le village pourrait remonter à un domaine fondé à l'époque mérovingienne.
La commune de Blémerey est attestée pour la première fois dans un acte de 1403 ou 1413. Blémerey appartenait au bailliage de Mirecourt et dépendait, avec sa chapelle dédiée à saint Hubert, de la paroisse de Courcelles (Meurthe-et-Moselle) ; celle-ci était située dans le diocèse de Toul, doyenné de Saintois.

## Politique et administration

### Découpage territorial
Par arrêté préfectoral du 15 septembre 2023, la commune est retirée le 1er janvier 2024 de l'arrondissement d'Épinal et rattachée à l'arrondissement de Neufchâteau.

### Liste des maires
| Période                                  | Période                       | Identité       | Étiquette | Qualité |
| ---------------------------------------- | ----------------------------- | -------------- | --------- | ------- |
| Les données manquantes sont à compléter. |                               |                |           |         |
| mars 2001                                | En cours (au 18 février 2015) | Edwige Henrion | SE        |         |

### Budget et fiscalité 2022
En 2022, le budget de la commune était constitué ainsi :
- total des produits de fonctionnement : 32 000 €, soit 980 € par habitant ;
- total des charges de fonctionnement : 24 000 €, soit 729 € par habitant ;
- total des ressources d'investissement : 3 000 €, soit 82 € par habitant ;
- total des emplois d'investissement : 5 000 €, soit 140 € par habitant ;
- endettement : 9 000 €, soit 274 € par habitant.

Avec les taux de fiscalité suivants :
- taxe d'habitation : 17,90 % ;
- taxe foncière sur les propriétés bâties : 38,22 % ;
- taxe foncière sur les propriétés non bâties : 24,70 % ;
- taxe additionnelle à la taxe foncière sur les propriétés non bâties : 0,00 % ;
- cotisation foncière des entreprises : 0,00 %.

Chiffres clés Revenus et pauvreté des ménages en 2021 : médiane en 2021 du revenu disponible, par unité de consommation.

## Population et société

### Démographie

#### Évolution démographique
L'évolution du nombre d'habitants est connue à travers les recensements de la population effectués dans la commune depuis 1793. Pour les communes de moins de 10 000 habitants, une enquête de recensement portant sur toute la population est réalisée tous les cinq ans, les populations de référence des années intermédiaires étant quant à elles estimées par interpolation ou extrapolation. Pour la commune, le premier recensement exhaustif entrant dans le cadre du nouveau dispositif a été réalisé en 2007.

En 2022, la commune comptait 30 habitants, en évolution de +15,38 % par rapport à 2016 (Vosges : −2,96 %, France hors Mayotte : +2,11 %).
| 1793 | 1800 | 1806 | 1821 | 1831 | 1836 | 1841 | 1846 | 1856 |
| ---- | ---- | ---- | ---- | ---- | ---- | ---- | ---- | ---- |
| 123  | 106  | 124  | 118  | 131  | 134  | 130  | 128  | 114  |

| 1861 | 1866 | 1876 | 1881 | 1886 | 1891 | 1896 | 1901 | 1906 |
| ---- | ---- | ---- | ---- | ---- | ---- | ---- | ---- | ---- |
| 114  | 116  | 111  | 106  | 116  | 90   | 77   | 70   | 61   |

| 1911 | 1921 | 1926 | 1931 | 1936 | 1946 | 1954 | 1962 | 1968 |
| ---- | ---- | ---- | ---- | ---- | ---- | ---- | ---- | ---- |
| 62   | 56   | 56   | 53   | 47   | 56   | 48   | 41   | 46   |

| 1975 | 1982 | 1990 | 1999 | 2006 | 2007 | 2012 | 2017 | 2022 |
| ---- | ---- | ---- | ---- | ---- | ---- | ---- | ---- | ---- |
| 44   | 39   | 31   | 26   | 17   | 16   | 19   | 28   | 30   |

### Enseignement
Établissements d'enseignements :
- Écoles maternelles et primaires à Oëlleville, Baudricourt, Rouvres-en-Xaintois, Poussay, Diarville.
- Collèges à Mirecourt, Vézelise, Châtenois, Charmes, Mandres-sur-Vair.
- Lycées à Mirecourt, Mandres-sur-Vair, Contrexéville.

### Santé
Professionnels et établissements de santé :
- Médecins à Diarville, Mirecourt, Vicherey, Gironcourt-sur-Vraine, Mattaincourt, Tantonville, Remoncourt, Vézelise.
- Pharmacies à Diarville, Mirecourt, Gironcourt-sur-Vraine, Mattaincourt, Remoncourt, Vézelise.
- Hôpitaux à Mirecourt, Mattaincourt, Charmes, Vittel, Ville-sur-Illon.

### Cultes
- Culte catholique, Paroisse Saint-Pierre-Fourier[34], Diocèse de Saint-Dié.

## Économie

### Entreprises et commerces

#### Agriculture
- Élevage de vaches laitières.

#### Tourisme
- Hébergements et restauration à Rouvres-en-Xaintois, Mirecourt, Rugney, Goviller, Châtenois, Vittel.

#### Commerces
- Commerces et services de proximité.

## Culture locale et patrimoine

### Lieux et monuments
- Église Saint-Hubert du XIXe siècle[35].

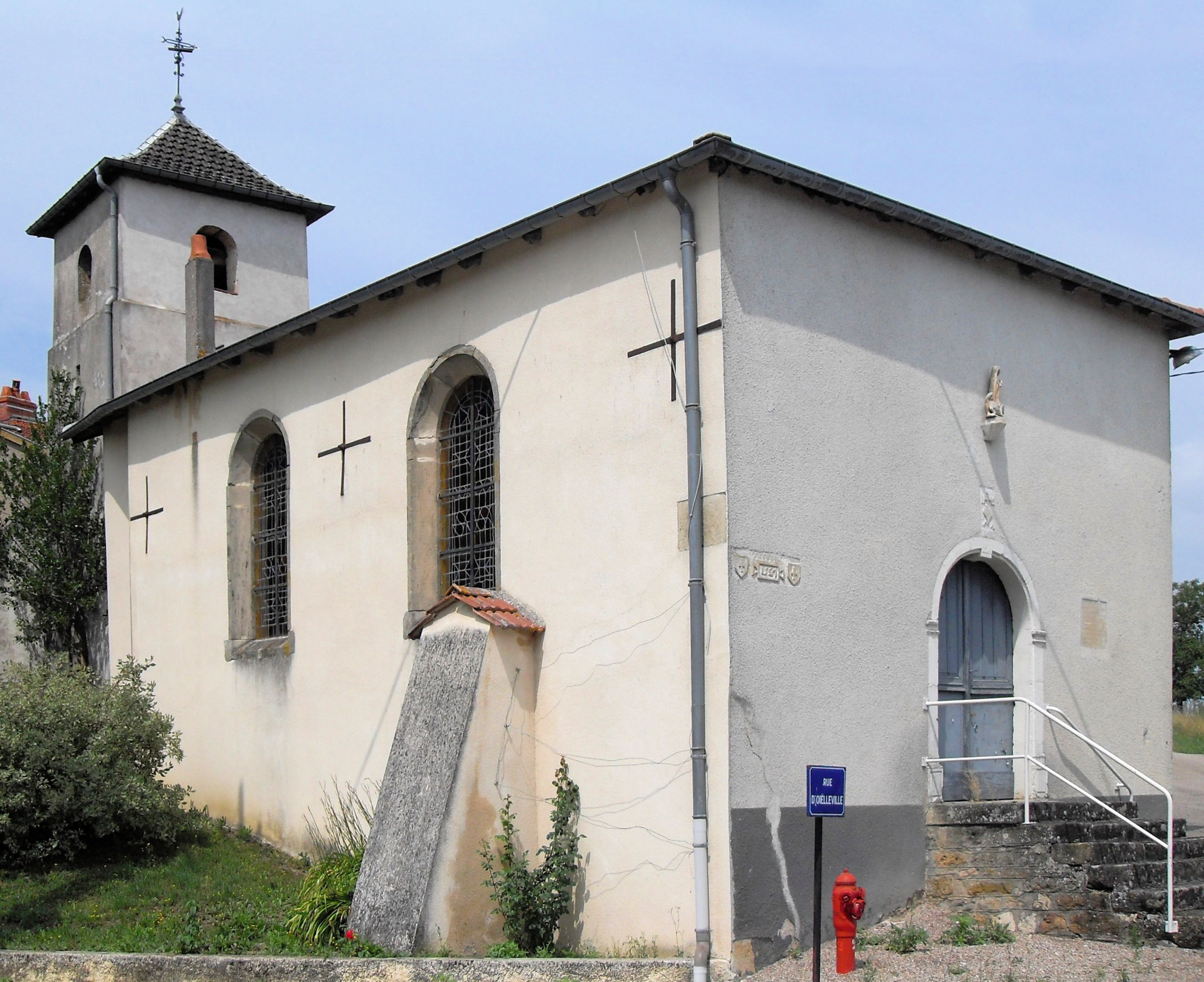
L'église Saint-Hubert.

- Patrimoine rural recensé par le service régional de l'Inventaire général du patrimoine culturel[36].
- Plaque 1914-1918 sur une croix dans le cimetière[37].

## Pour approfondir